# UMC Green CPU

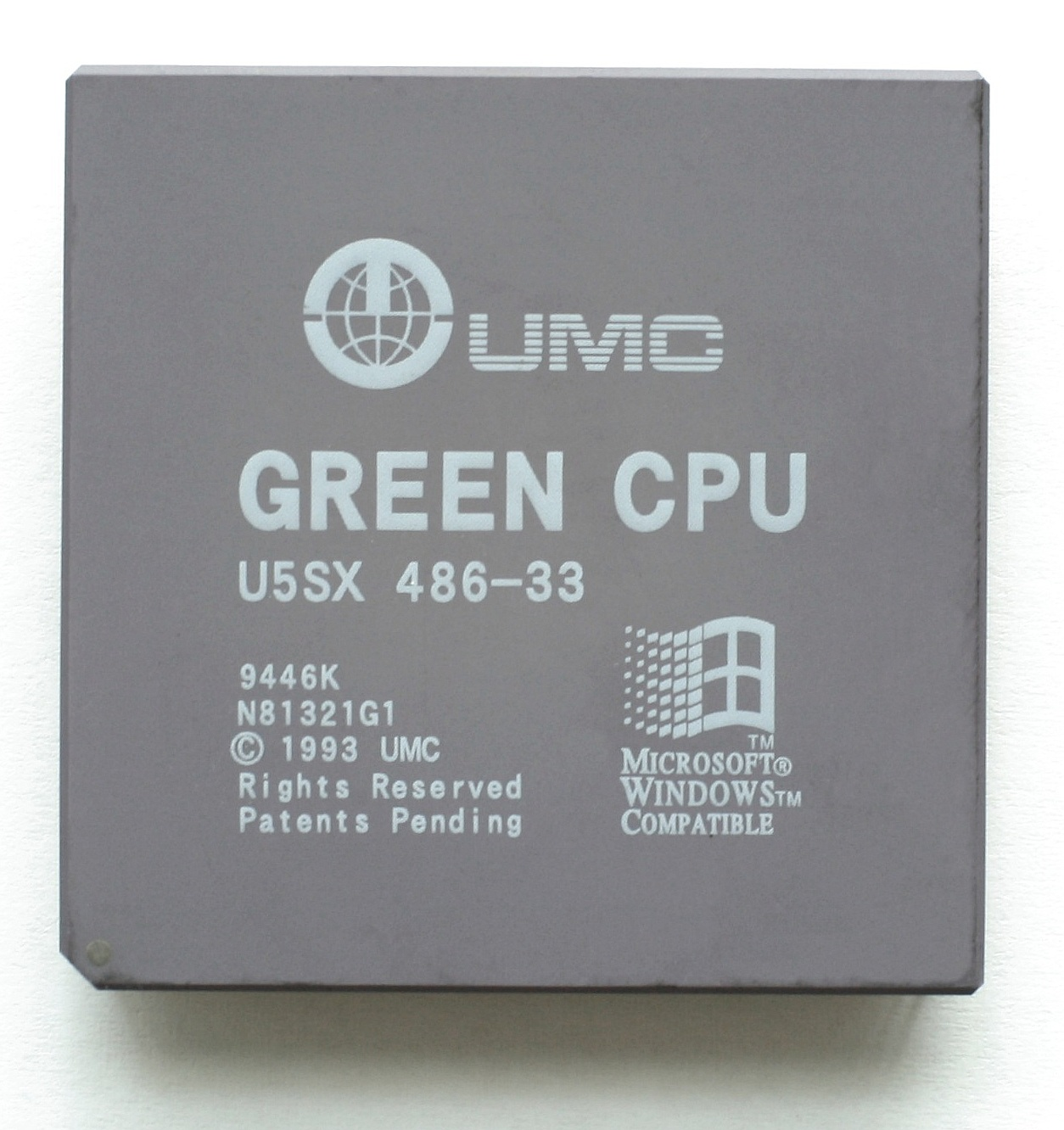
UMC U5SX, 33 MHz.

Die UMC Green CPU war sowohl eine 80486-Prozessorfamilie von United Microelectronics Corporation (UMC) als auch eine Kopie des Intel i486.

## U5S
Befehls- und Sockelkompatibel mit dem Intel i486SX.

Auch verkauft als U5SD und U5SX.
Technische Daten
- L1-Cache: 8 KB

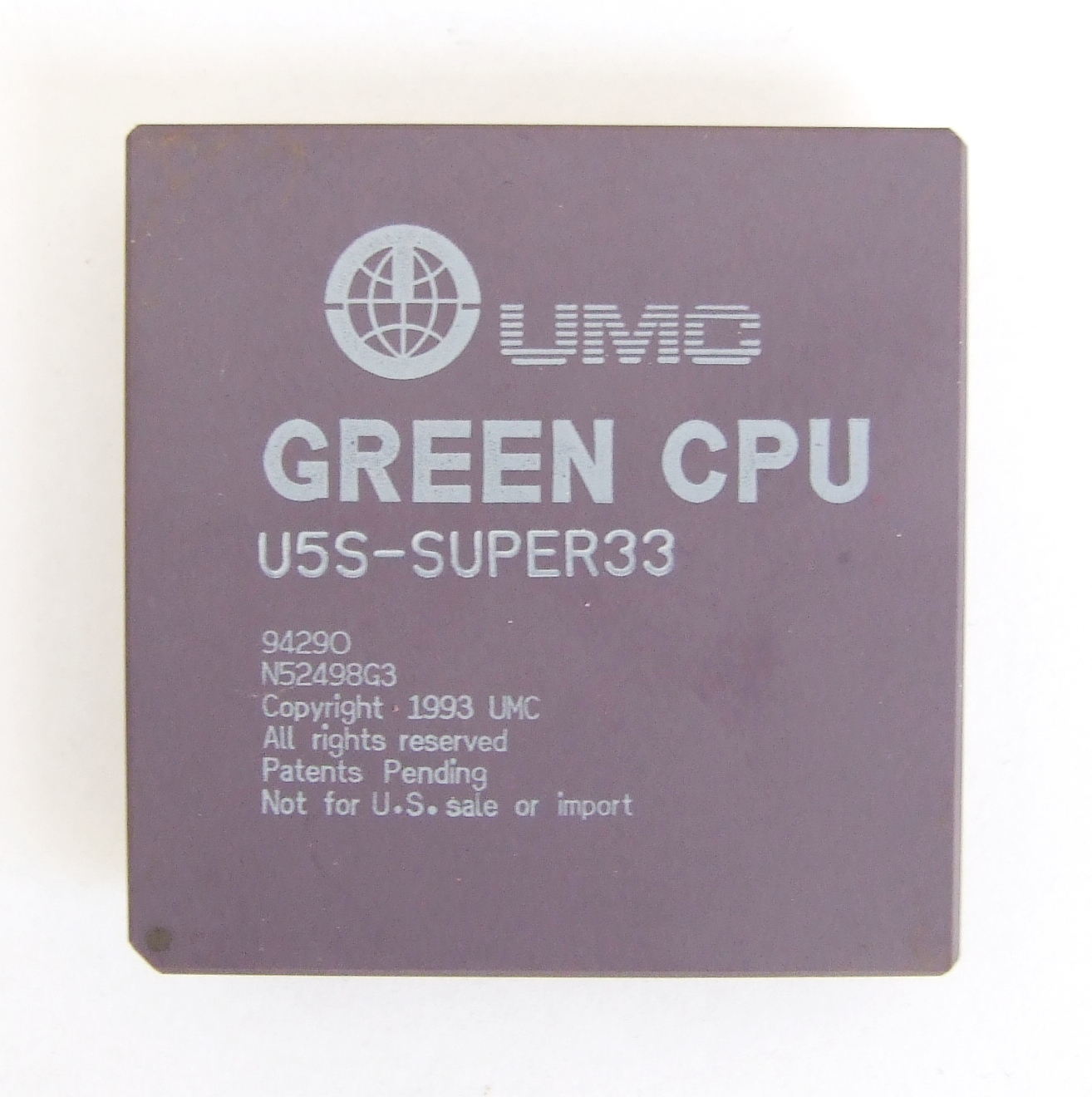
UMC Green CPU U5S mit 33 MHz.

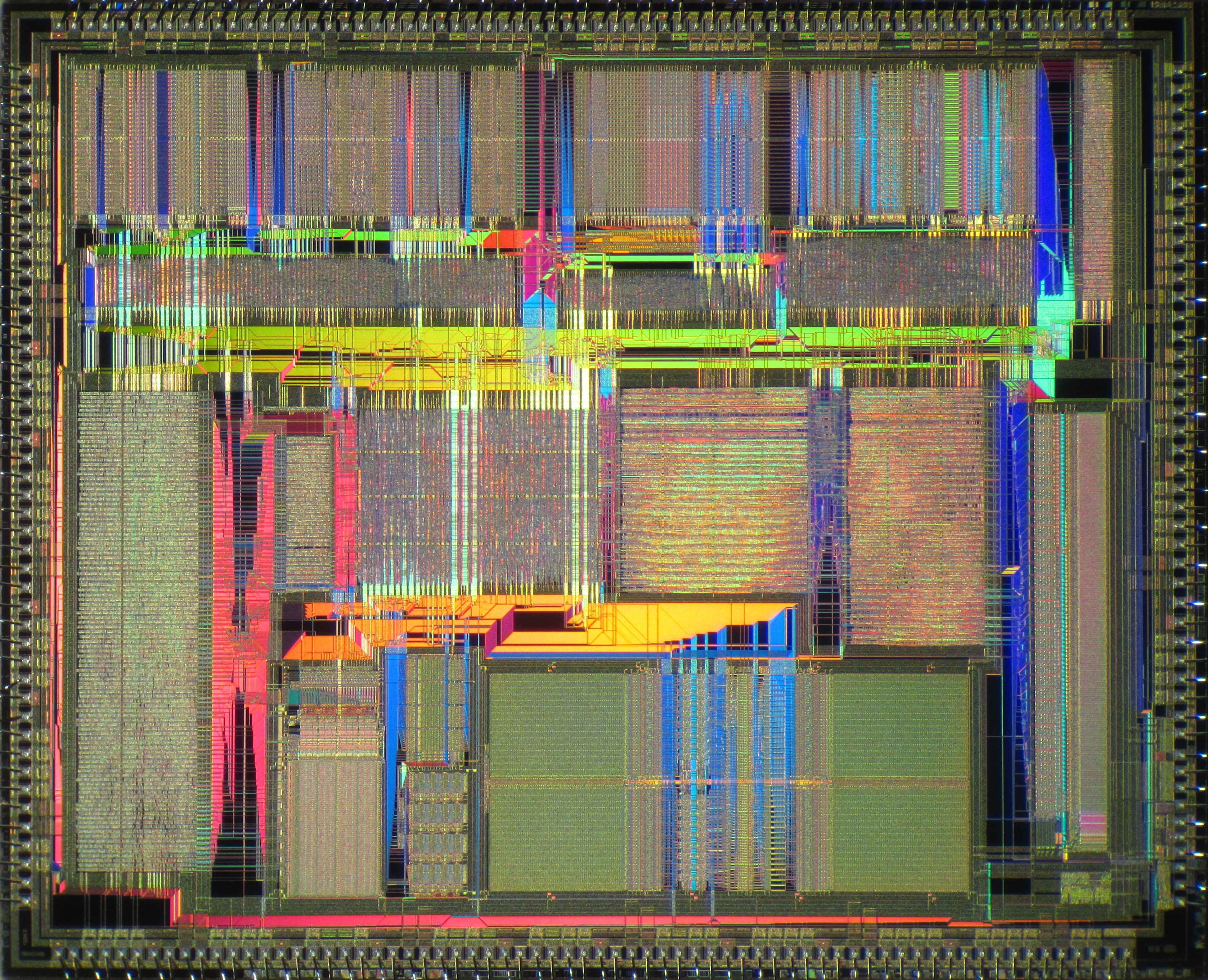
Die-Foto eines geöffneten UMC U5S-SUPER33

- L2-Cache: abhängig vom verwendeten Mainboard bzw. Chipsatz
- CPUID: 4-2-3
- FPU: nein
- Sockel 3 mit einem FSB von 25, 33 oder 40 MHz[1]
- Betriebsspannung (VCore): 5V (Low-Voltage (LV): 3,3V)[1]
- Gehäuse: CPGA, PPGA (U5SP), PQFP (U5SF, inklusive Adapter)
- Erscheinungsdatum: 1994[1]
- Fertigungstechnik: 0,6 µm[1]
- Die-Größe: ? mm² bei 1,2 Millionen Transistoren
- Taktraten: 
  - 25 MHz (auch als -Super25)
  - 33 MHz (auch als -Super33)
  - 40 MHz (auch als -Super40)
- Leistungsaufnahme bei 33 MHz[1]:
  - 2,25W bei 5V
  - 0,76W bei 3,3V  (U5S LV)

Trivia
Bei Messungen erzielte der U5S gegenüber einem Intel 486SX33 einen Performancegewinn von im Mittel etwa 15 Prozent. Der Verkaufspreis für 1000 Stück wurde mit je 70 Dollar/50 Dollar für das Modell mit 33/25 MHz angegeben.

## U5D
Vergleichbar mit dem Intel i486DX
Technische Daten
- L1-Cache: 8 KB
- L2-Cache: abhängig vom verwendeten Mainboard bzw. Chipsatz
- Sockel 3 mit einem FSB von 25, 33 oder 40 MHz
- Betriebsspannung (VCore): 5V
- Erscheinungsdatum: 1994
- Fertigungstechnik: 0,6 µm
- Die-Größe: ? mm² bei 1,2 Millionen Transistoren
- Taktraten: 
  - 25 MHz (auch als -Super25)
  - 33 MHz (auch als -Super33)
  - 40 MHz (auch als -Super40)

## U486DX2
Vergleichbar mit dem Intel i486DX2.

## Modelldaten
Der Vendor ID string dieser CPUs ist UMC UMC UMC.

## Streit mit Intel

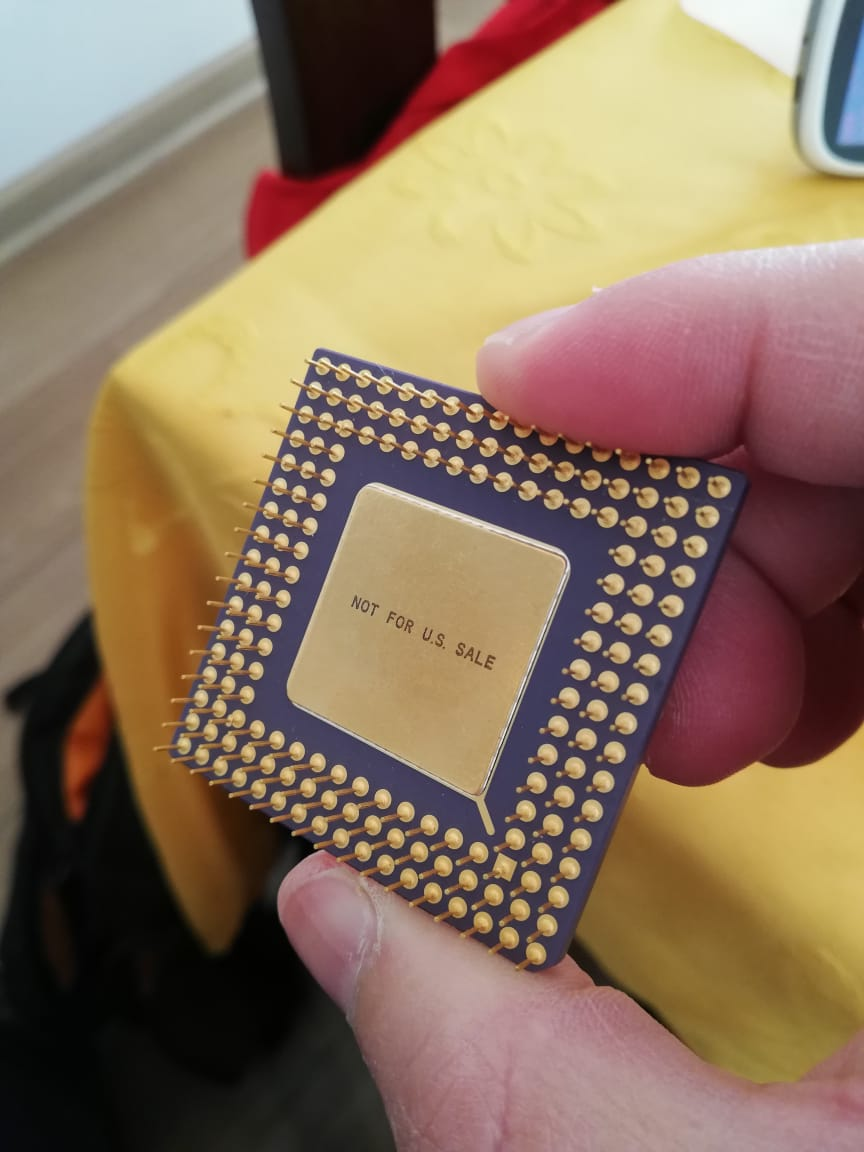
UMC CPU mit der Kennzeichnung „Not for U.S. sale or import“ auf der Rückseite

Nach Intels Ansicht verstieß UMC mit der CPU gegen eigene Patente und man klagte deshalb gegen den Konkurrenten. Es wurde ein Verkaufsverbot in den USA erreicht und aus diesem Grund ist auf den CPUs deutlich der Aufdruck „Not for U.S. sale or import“ (Deutsch: „Nicht zum Verkauf oder Import in die USA“) vorhanden. Obwohl die CPUs außerhalb der USA verkauft wurden, waren die Streitigkeiten mit Intel und die eher schlechte Performance hinderlich für einen großen Markterfolg. UMC einigte sich schließlich mit Intel und gegen Zahlung einer größeren Geldsumme verzichte UMC darauf in Zukunft x86-CPUs zu fertigen, während Intel alle Klagen gegen UMC zurückzog.